# Матильда Нормандская
Матильда (Мод) Нормандская (фр. Maude de Normandie; умерла около 1005) — дочь герцога Нормандии Ричарда I и Гунноры де Крепон, первая жена графа Эда II де Блуа.

## Биография
Матильда была одной из трёх дочерей герцога Нормандии Ричарда I, родившихся в браке с Гуннорой де Крепон. О её биографии известно мало. Гильом Жюмьежский сообщает, что она вышла замуж за Эда II, графа Блуа, но брак был бездетным. Позже хронист указывает, что в качестве приданого за Матильдой Эд получил половину графства Дрё, что послужило основой для конфликта между ним и герцогом Ричардом II, братом его жены. Поскольку Матильда умерла бездетной, герцог потребовал возвратить её приданое. Поскольку Эд отказался это сделать, между двумя правителями началась война, которую остановило только вмешательство короля Роберта II. По достигнутому компромиссу Эд сохранил за собой замок Дрё, но окружающие его земли были возвращены Ричарду, построившему на западной границе замок Тийер.

## Брак
Муж: с около 1003/1004 года Эд II де Блуа (около 982/983 — 15 ноября 1037), граф Блуа, Шартра, Шатодёна, Провена, Реймса и Тура (под именем Эд II) с 1004 года, граф Труа и Мо (под именем Эд I) с 1022 года. Брак был бездетным.